# Turiya
Turīya (devanāgarī: तुरीय) est un terme sanskrit qui signifie le quatrième état de conscience au-delà de ceux de veille, rêve et sommeil. Dans les différents courants de philosophie monastique hindoue, Turīya (ou chaturtha) est un état de conscience pure. Il s'agit d'un quatrième état de conscience qui sous-tend et qui transcende les trois états de la conscience commune : l'état de veille (Jagrata), l'état de rêve (svapna), et le sommeil sans rêve (Sushupti),

## Concept selon l'Advaita Vedānta
Selon les tenants de l'école Advaita Vedānta, Les deux premiers états (l'état de la conscience de veille et l'état de rêve) ne sont pas perçus comme des expériences profondes de la réalité en raison de leur nature dualiste du sujet et objet, dualisme du moi et du non-moi, dualisme de l'ego et du non-ego. Dans le troisième état, le sommeil sans rêve, l'individu n'a pas conscience des objets externes ou internes, mais cela ne signifie pas pour autant qu'il n'y ait pas de conscience du tout, de la même manière, dire : « je ne vois rien dans l'obscurité », c'est « voir » que « je ne vois rien ». De même, dans un sommeil sans rêve, on n'est pas conscient de quoi que ce soit, et le fait même que cette déclaration soit véridique, prouve l'existence d'une conscience du sommeil profond.
Selon la philosophie Vedānta, dans la conscience de veille, « je » a un sens (identité de soi) et il est sensible aux pensées. Dans un sommeil en état de rêve, il n'y a pas ou peu de sens à « je », mais il reste des pensées et une conscience de ces pensées. Dans l'état de sommeil profond il n'y a pas de prise de conscience des pensées, pas plus que de « je ». Selon l'école Advaita, l'état de conscience nommé Turiya est une prise de conscience du « moi » sans objet et sans sujet. En cela, cet état de conscience est différent des 3 autres.

## Concept selon les Sutras de Vasugupta
Selon Vasugupta Turīya est le quatrième état de la conscience au-delà des états de veille, de rêve et de sommeil profond, il englobe tous ces états, la conscience métaphysique, distincte de la conscience de soi psychologique ou empirique, distincte du Sakshhi ou assistant à la conscience, le Soi transcendantal.
« Il y a, cependant, un quatrième état de la conscience, appelé turiya. C'est la conscience du soi central ou Siva dans chaque individu. Ceci est un témoignage de la conscience auquel l'individu n'est normalement pas sensible. Le turiya est chidananda-conscience pure et béatitude. L'esprit de l'individu est conditionné par les énergies (Vasana) de vies antérieures. Lorsque les pratiques de yoga le libèrent alors qu'il est encore en vie, son esprit devient déconditionné, puis il atteint la conscience Turiya, et devient un Jivanmukta ».

## Concept selon la croyance Vaishnava
Selon le Vaishnava Turīya représente la conscience libre de toute influence matérielle. L'idée est que la conscience, dont l'Atman est constitué, existe dans notre état de veille, état d'expérience matérielle, comme elle continue pendant notre sommeil. Dans le sommeil, nous rêvons et éprouvons l'expérience de la sphère mentale, alors que pendant l'état éveillé le plan physique a une plus grande influence sur nos vies.
En se réveillant d'un sommeil profond sans rêve, nous nous souvenons clairement de cet état. Ceci est démontré par l'expression courante, « j'ai bien dormi! ». On ne peut pas se rappeler quelque chose dont on n'a eu aucune expérience.
Ainsi, dans un profond sommeil quand l'intelligence est transformée par guṇa Tamas, la conscience continue d'exister. Elle est transformée par guṇa Rajas pendant l'état de rêve et pendant l'état de veille lorsque l'intellect est transformé par guṇa sattva. Le « soi » est indépendant du corps et l'esprit. Si les domaines physiques et mentaux se fermaient, les sois continueraient à exister, indépendamment. C'est ce que nous savons de notre expérience du sommeil profond. En réalisant cela le croyant hindou entre dans la turīya, la quatrième conscience. 
« Dans le monde matériel le Seigneur apparaît comme les trois Vishnus (guna). Cependant la forme originale du Seigneur est encore autre. Il est au-delà de la nature matérielle et est à ce titre connus en tant que quatrième. »
La quatrième dimension, turīya, est alors le fondement de l'existence et le but de tout transcendantalisme. Pour le Vedanta elle est perçue soit en tant que conscience indifférenciée soit en tant que relation avec le divin. En ce qui concerne ce dernier, Gaudiya Vedanta conclut que l'amour est plus grand que nous, et c'est le plus grand aspect de Dieu, celui qui le motive lui-même. Pour lui, la conscience non-dualiste de la philosophie Vedanta est réalisée lorsque nous savons que nous ne faisons pas partie de nous, que nous ne nous possédons pas nous-mêmes. S'il y a un moment où avec précision, on peut dire que quelque chose nous appartient, c'est quand, après nous être donné nous-mêmes dans l'amour de Dieu, nous pouvons dire qu'« il est nôtre ». 
« C'est la conception de la divinité Krsna (Krishna), celui dans lequel Dieu ne se présente pas comme Dieu, ni les âmes finies comme les âmes finies. Les deux interagissent intimement comme amant et maîtresse, Krishna et de sa gopi, hors de tout sens de la réalité ontologique de l'un et de l'autre, mais bien au-delà de l'illusion matérielle. Cette dimension de l'amour de la divinité est donc qualifié par la Vaishnavas Gaudiya comme la cinquième dimension, Turiya Titah, la dimension de l'Âme de l'âme. »
L'état Turiya Titah de conscience se reflète dans le poème sanskrit, la Gita-Govinda de Jayadeva. Jiva Gosvami a aussi disserté sur cet état dans les Sandarbhas.